# Ykkönen 2024
La Ykkönen 2024 è la trentesima edizione della terza serie del campionato finlandese di calcio, la prima chiamata Ykkönen. Il campionato è iniziato il 12 aprile e si è concluso il 19 ottobre 2024.

## Stagione

### Novità
Le squadre promosse dalla Kakkonen 2023 sono il FCV, il KuPS Akatemia, il Klubi 04, il PKKU, l'EPS, il Jazz, l'Atlantis, l'OLS, il RoPS e il VIFK. Le squadre retrocesse dalla Ykkönen 2023 sono il KPV e l'JJK.

### Formula
Nella prima fase le dodici squadre si affrontano in un girone all'italiana, con partite di andata e ritorno, per un totale di 22 giornate. Successivamente, le squadre vengono divise in due gruppi in base alla classifica: le prime sei formano un nuovo girone e competono per la promozione in Ykkösliiga; le ultime sei, invece, lottano per non retrocedere in Kakkonen. In entrambi i giorni le squadre si affrontano in un girone di sola andata, per un totale di 5 giornate.
Nel girone per la promozione, la squadra prima classificata viene promossa in Ykkösliiga, mentre la seconda affronta la penultima di Ykkösliiga in uno spareggio promozione/retrocessione
Nel girone per la salvezza, le ultime due classificate vengono retrocesse in Kakkonen.

## Squadre partecipanti
| Club          | Città      | Stadio                     | Stagione precedente |
| ------------- | ---------- | -------------------------- | ------------------- |
| FCV           | Vaajakoski | Panda Areena               | 2° in Kakkonen - C  |
| KPV           | Kokkola    | Kokkolan Keskuskenttä      | 11° in Ykkönen      |
| JJK           | Jyväskylä  | Harjun stadion             | 12° in Ykkönen      |
| KuPS Akatemia | Kuopio     | Magnum Areena              | 4° in Kakkonen - C  |
| Klubi 04      | Helsinki   | Bolt Arena                 | 3° in Kakkonen - A  |
| PKKU          | Kerava     | Kalevan urheilupuisto      | 5° in Kakkonen - A  |
| EPS           | Espoo      | Espoonlahden urheilupuisto | 1° in Kakkonen - B  |
| FC Jazz       | Pori       | Porin stadion              | 2° in Kakkonen - B  |
| Atlantis FC   | Helsinki   | Pukinmäen liikuntapuisto   | 4° in Kakkonen - B  |
| OLS           | Oulu       | Castrenin kenttä           | 1° in Kakkonen - C  |
| RoPS          | Rovaniemi  | Rovaniemen keskuskenttä    | 3° in Kakkonen - C  |
| VIFK          | Vaasa      | Lemonsoft stadion          | 5º in Kakkonen - C  |

## Campionato

### Prima fase
|  | Pos. | Squadra       | Pt | G  | V  | N | P  | GF | GS | DR  |
|  | ---- | ------------- | -- | -- | -- | - | -- | -- | -- | --- |
|  | 1.   | Klubi 04      | 50 | 22 | 15 | 5 | 2  | 56 | 16 | +40 |
|  | 2.   | KPV           | 47 | 22 | 14 | 5 | 3  | 41 | 28 | +13 |
|  | 3.   | OLS           | 43 | 22 | 13 | 4 | 5  | 41 | 25 | +16 |
|  | 4.   | Atlantis      | 37 | 22 | 10 | 7 | 5  | 36 | 24 | +12 |
|  | 5.   | Jazz          | 31 | 22 | 8  | 5 | 9  | 45 | 45 | 0   |
|  | 6.   | RoPS          | 30 | 22 | 9  | 3 | 10 | 35 | 34 | +1  |
|  | 7.   | PKKU          | 29 | 22 | 8  | 5 | 9  | 41 | 43 | -2  |
|  | 8.   | JJK           | 28 | 22 | 7  | 7 | 8  | 33 | 40 | -7  |
|  | 9.   | EPS           | 27 | 22 | 7  | 6 | 9  | 26 | 26 | 0   |
|  | 10.  | KuPS Akatemia | 24 | 22 | 7  | 3 | 12 | 33 | 45 | -12 |
|  | 11.  | VIFK          | 12 | 22 | 2  | 6 | 14 | 25 | 54 | -29 |
|  | 12.  | FCV           | 9  | 22 | 2  | 3 | 17 | 27 | 58 | -31 |

Legenda:
      Ammessa al Girone per la promozione.
      Ammessa al Girone per la salvezza.
Note:
Tre punti a vittoria, uno a pareggio, zero a sconfitta.

## Girone per la promozione

### Classifica
|  | Pos. | Squadra  | Pt | G  | V  | N | P  | GF | GS | DR  |
|  | ---- | -------- | -- | -- | -- | - | -- | -- | -- | --- |
|  | 1.   | Klubi 04 | 59 | 27 | 18 | 5 | 4  | 68 | 25 | +43 |
|  | 2.   | KPV      | 59 | 27 | 18 | 5 | 4  | 52 | 32 | +20 |
|  | 3.   | OLS      | 48 | 27 | 14 | 6 | 7  | 54 | 41 | +13 |
|  | 4.   | Atlantis | 47 | 27 | 13 | 8 | 6  | 50 | 34 | +16 |
|  | 5.   | RoPS     | 34 | 27 | 10 | 4 | 13 | 40 | 43 | -3  |
|  | 6.   | Jazz     | 34 | 27 | 10 | 4 | 13 | 52 | 59 | -7  |

Legenda:
      Promossa in Ykkösliiga 2025.
 Ammessa allo spareggio promozione-retrocessione
Note:
Tre punti a vittoria, uno a pareggio, zero a sconfitta.

## Girone per la salvezza
Le squadre mantengono i punti conquistati nella stagione regolare.

### Classifica
|  | Pos. | Squadra       | Pt | G  | V  | N | P  | GF | GS | DR  |
|  | ---- | ------------- | -- | -- | -- | - | -- | -- | -- | --- |
|  | 7.   | JJK           | 40 | 27 | 11 | 7 | 9  | 42 | 48 | -6  |
|  | 8.   | PKKU          | 38 | 27 | 11 | 5 | 11 | 58 | 56 | +2  |
|  | 9.   | EPS           | 34 | 27 | 9  | 7 | 11 | 40 | 40 | 0   |
|  | 10.  | KuPS Akatemia | 27 | 27 | 8  | 3 | 16 | 41 | 56 | -15 |
|  | 11.  | VIFK          | 22 | 27 | 5  | 7 | 15 | 38 | 62 | -24 |
|  | 12.  | FCV           | 11 | 27 | 2  | 5 | 20 | 34 | 72 | -38 |

Legenda:
      Retrocessa in Kakkonen 2025
Note:
Tre punti a vittoria, uno a pareggio, zero a sconfitta.

## Spareggi

### Spareggio promozione-retrocessione
Allo spareggio sono ammesse la nona classificata in Ykkösliiga 2024 e la seconda classificata in Ykkönen.
|      | Risultati |      | Luogo e data              |
| ---- | --------- | ---- | ------------------------- |
| KPV  | 1 - 1     | KäPa | Kokkola, 23 ottobre 2024  |
| KäPa | 2 - 0     | KPV  | Helsinki, 26 ottobre 2024 |
|      |           |      |                           |